# Прая-даш-Гаташ
Прая-даш-Гаташ (порт. Praia das Gatas «пляж котів») — піщаний пляж у північно-східній частині острова Боа-Вішта в Кабо-Верде. Найближче село — Фунду-даш-Фігейраш за 5 км на південний захід. Він є частиною Північного природного парку (Parque Natural do Norte). Невеликий острів Пасаруш розташований біля узбережжя пляжу.